# Râul Mareș
Râul Mareș este un curs de apă, afluent al râului Teleorman. 